# Атланта Трешерс
«Атланта Трешерс» (англ. Atlanta Thrashers) — професійна хокейна команда міста Атланта у штаті Джорджія. Заснована в 1999 році. Команда належала до Південно-східного дивізіону Східної конференції НХЛ. З 2011 року переїхала до Вінніпега, провінції Манітоба (Канада) та отримала назву Вінніпег Джетс.

## Історія
У 1972 році у місті Атланті, штат Джорджія, було засновано команду «Атланта Флеймс». Проте, у 1980 році у клубу почалися фінансові проблеми, через які команда перебазувалася до канадського міста Калгарі, де стала однією з найсильніших команд у лізі під новою назвою — «Калгарі Флеймс».
Через 19 років великий хокей повернувся до Атланти. Молода команда показувала одні з найгірших результатів у НХЛ. Однак завдяки правильному відбору гравців на драфтах у «Трешерс» з'явилися майстерні виконавці та зіграна команда, яка у сезоні 2006—2007 зайняла перше місце у своєму дивізіоні.
Протягом першого раунду драфту 1999, до команди прийшов молодий чеський нападник Патрик Стефан. Свою першу гру «Трешерс» провели у себе вдома 2 жовтня 1999 проти «Нью-Джерсі Девілс», яку програли з рахунком 1:4. Фінальний гол у матчі, та перший для своєї команди забив капітан Келлі Бакбергег. Перша перемога команда здобула лише у 4-й грі сезону проти «Нью-Йорк Айлендерс» з рахунком 2:0.
Загалом, перший сезон для «Трешерс» залишився найгіршим, навіть став одним з найгірших за всю історію НХЛ: 14 перемог, 7 нічиїх та 61 поразка. Це 4-й найгірший результат серед команд-новачків, та 2-й за кількістю програних ігор на домашньому льоду (29).
На початку сезону 2001—2002 здавалося, що справи у «Трешерс» підуть вгору. Це пов'язано з тим, що у складі команди з'явилися два новачки, які стали найкращими у лізі: Дені Гітлі (драфт 2000 року) та Ілля Ковальчук (драфт 2001). Проте, сезон знову виявився невдалим — 54 очка та останнє місце у регулярному чемпіонаті. Дені Гітлі був названий найкращим новачком сезону.
Слабкий старт сезону 2002-2003 призвів до того, що було звільнено головного тренера Курта Фрейзера, а його місце зайняв Боб Гартлі, колишній наставник «Колорадо Аваланч». Під його керівництвом команда одразу почала грати ефективніше, надійнішим став захист команда посилилась молодим Гарнетом Екселбі. Справи почали покращуватися, хоча команда знову не потрапила до плей-оф.

### Сезон 2003-2004: Атлантський прорив
Цей сезон став одним з найкращих для клубу. Здобутки цих років вплинули на подальший розвиток команди. Однією з найяскравіших ігор стала перемога над «Чикаго Блекгокс» з рахунком 7:2, де Ілля Ковальчук відзначився хет-триком. Також була вражаюча перемога над «Нешвілл Предаторс». Перлинами сезону стали феноменальні перемоги над «Торонто Мейпл-Ліфс», «Бостон Брюїнс», «Оттава Сенаторс», а також над «Нью-Йорк Айлендерс» та «Лос-Анджелес Кінгс».
Одинадцять ігор в сезоні «Трешерс» були першими у своєму дивізіоні. Проте вони не змогли нічого вдіяти проти «Тампа-Бей Лайтнінг», володарів Кубку Стенлі у цьому сезоні. Аналогічна ситуація склалася з іншими сильними командами. На це впливала відсутність Дені Гітлі та Дена Снайдера, які постраждали у автомобільній аварії. Останній загинув через тиждень, а Гітлі ще чотири місяці не виходив на лід. Після цього в команди почалася велика чорна смуга: 1 перемога, 17 нічиїх та 3 поразки. Однак вболівальники все одно раділи, дивлячись на командну боротьбу. Ковальчук став лише другою зіркою команди (після Гітлі) та не зміг узяти участі у Матчі всіх зірок НХЛ. Врешті-решт програшна серія команди завершилася перемогою над «Ванкувер Канакс» з рахунком 4:1.
Наприкінці сезону «Трешерс» були другими у дивізіоні та десятими у конференції. Хоча залишалося ще декілька ігор, у команди не було шансів потрапити до плей-оф. У цьому сезоні Ілля Ковальчук став найкращим бомбардиром у лізі (41 гол) і розділив приз Моріса Рішара з Джеромом Ігінлою та Ріком Нешем. Карі Лехтонен (воротар) провів свій перший сезон у НХЛ починаючи з чотирьох перемог, та однією грою в «суху».

### Сезон 2005-2006: Воротарська криза
Перед початком сезону 2005-2006, керівництво клубу підписало контракти з багатьма досвідченими хокеїстами, сподіваючись покращити свої результати. Так, серед новобранців «Трешерс» опинилися Боббі Голик, Петер Бондра, Майк Дангем, Ярослав Модри та Скотт Мелланбі. На жаль, команда втратила свого найкращого гравця — Дені Гітлі, який попрохав обміну. Він був обміняний до «Оттави». За нього до «Атланти» віддали талановитого форварда Маріана Госсу та захисника Грега де Вріза. Було подовжено контракт з Ковальчуком: на 5 років на 32 млн. доларів.
Було встановлено клубний рекорд: 41 перемога. Проте, на перших хвилинах першої ж гри сезону найкращий голкіпер, Карі Лехтонен, потягнув паховий м'яз та не зміг продовжити гру. Місце у воротах зайняв досвідчений Майк Дунхем. Хоча він і був добрим воротарем, проте дуже часто припускався помилок, через які команда програвала. У скорому часі він теж зазнав травми. Місця у воротах поступово займали Майкл Гарнетт і Адама Бергоел. Молодий голкіпер Стів Шилдс, хоча і не був видатним гравцем, однак показував добру гру. Через десять ігор він теж зазнав травми, і у ворота повернувся Карі Лехтонен. 6 квітня 2006 Карі знову травмувався, цього разу до кінця сезону, у матчі проти «Тампи-Бей». Інші матчі проводилися з Дунхемом. Після відновлення Гарнетт одразу дістав травму в матчі проти «Вашингтон Кепіталс». Таким чином, місце у воротах зайняв Дангем. Майк, який починав матч, був замінений на новачка, який ще жодного разу не виступав. Після слабкої гри, Дунхем знову вийшов на лід у третьому періоді. Вся ця плутанина з голкіперами призвела до того, що «Трешерс» до плей-оф не потрапили, хоча дуже організовано діяли в атаці та у захисті.

### Сезон 2006-2007: Перші плей-оф
Сезон 2006-2007 приніс перші успіхи: команда вперше за свою історію потрапила до плей-оф. Перед початком сезону керівництво обміняло до «Бостона» свого другого голеадора Марка Савара. Щоб відновити цю втрату, «Атланта» придбала ветерана Стіва Руччіна, Ніко Капанена та Джона Сміта. Разом зі своїми суперзірками — Іллею Ковальчуком і Маріаном Госса — та Карі Лехтоненом, який одужав після травм, команда пробилася до плей-оф, зайнявши перше місце у своєму дивізіоні та третє у конференції. Проте вже у чвертьфіналі конференції вони в суху програли «Нью-Йорк Рейнджерс» 4:0.

## Кольори

### Логотип
На логотипі зображено талісман клубу — коричневий криводзьобий пересмішник, який тримає хокейну ключку. Зображення виконано на морському фоні. Логотип не змінювався з часів заснування клубу. Альтернативним логотипом слугує зображення на виїзній формі: коричневий криводзьобий пересмішник, що летить. Він являє собою вигляд птаха знизу, при цьому він виконаний у синіх кольорах із золотавою каймою.

### Форма
Офіційно команда має дві основні форми та одну альтернативну, яка з 2007 року використовується як домашня.

#### Домашня форма (2007-зараз) та альтернативна (2003-2007)
Домашня форма виконана у кольорі морської води. Внизу форми смужка, темно-синього кольору, кайма двокольорова: зверху — червоний, внизу — білий. На синьому тлі зображено силует альтернативного логотипу клубу у золотавому кольорі. На боках сітчаста тканина. На лівому рукаві верхня частина темно-синього кольору з вертикальним написом «ATLANTA» золотавого кольору з білою каймою. Темно-синя частина відокремлена біло-червоною стрічкою. Правий рукав основного морського кольору. Манжети біло-червоні. Комірець темно-синього кольору, зі шнурівкою.
На грудях офіційний логотип клубу.

#### Виїзна форма (2003-зараз) та домашня (1999-2003)
Оригінальна форма (джерсі) виконана у темно-синьому, білому, золотавому та червоному кольорах. Більша частина форми білого кольору, рукава темно-синього. У нижній частині знаходиться стрічка темно-синього кольору, яка відділена від білого червоними стрічками. На синьому тлі зображено силует альтернативного логотипу клубу у золотавому кольорі. Внутрішня частина рукава виконана у стилі крила, та відокремлена від зовнішньої червоною стрічкою. На плечах зображено альтернативний логотип клубу. Манжети золотавого кольору. Комірець виконано у стилі смуги в нижній частині форми.
На грудях зображено офіційний логотип команди.

#### Виїзна форма (1999-2003) та домашня (2003-2006)
Від поточної виїзної відрізняється тим, що білу частину замінено на темно-синій, верхня частина рукава червоного кольору, а межова стрічка на рукаві золотавого кольору. На плечах офіційне лого клубу, на грудях — альтернативне.

### Талісман
Талісман клубу — коричневий криводзьобий пересмішник. Пересмішника зображено на темно-синьому тлі. Коричневий криводзьобий пересмішник (Toxostoma rufum) є офіційним птахом штату Джорджія.

## Склад команди
Основні скорочення:

А — альтернатива, К — капітан, Л — ліва, П — права, ЛК — лівий крайній, ПК — правий крайній, Ц — центровий.
Станом на 2 квітня 2008
| №  | Гравець       | Захват | В команді | Дата народження   | Місце народження     |
| -- | ------------- | ------ | --------- | ----------------- | -------------------- |
| 1  | Юхан Хедберг  | Л      | 2006      | 5 травня 1973     | Лександ, Швеція      |
| 32 | Карі Лехтонен | Л      | 2002      | 16 листопада 1983 | Гельсінкі, Фінляндія |

| №  | Гравець            | Кидок | В команді | Дата народження  | Місце народження                   |
| -- | ------------------ | ----- | --------- | ---------------- | ---------------------------------- |
| 2  | Гарнет Екселбі     | Л     | 1999      | 16 серпня 1981   | Крейк, Саскачеван, Канада          |
| 5  | Стів Маккартні     | Л     | 2006      | 3 лютого 1981    | Трейл, Британська Колумбія, Канада |
| 7  | Марк Поповіч       | Л     | 2005      | 11 жовтня 1982   | Стоні Крік, Онтаріо, Канада        |
| 22 | Кен Клі            | П     | 2007      | 24 квітня 1971   | Індіанаполіс, Індіана, США         |
| 28 | Ніклас Хавелід — А | Л     | 2004      | 12 квітня 1973   | Стокгольм, Швеція                  |
| 39 | Тобіас Енстром     | Л     | 2003      | 5 листопада 1984 | Нордінгра, Швеція                  |
| 48 | Боріс Валабік      | Л     | 2004      | 14 лютого 1986   | Нітра, Чехословаччина              |
| 77 | Олексій Житник     | Л     | 2007      | 10 жовтня 1972   | Київ, СРСР                         |

| №  | Гравець              | Позиція | Кидок | В команді | Дата народження   | Місце народження                     |
| -- | -------------------- | ------- | ----- | --------- | ----------------- | ------------------------------------ |
| 8  | Марк Річчі — A       | ПК/ЛК   | Л     | 2007      | 1 лютого 1968     | Камлупс, Британська Колумбія, Канада |
| 9  | Ерік Крістенсен      | Ц       | Л     | 2008      | 17 грудня 1983    | Едмонтон, Альберта, Канада           |
| 10 | Браян Літтл          | Ц       | П     | 2006      | 12 листопада 1987 | Едмонтон, Альберта, Канада           |
| 11 | Ерік Перрін          | Ц       | Л     | 2007      | 1 листопада 1975  | Лаваль, Квебек, Канада               |
| 12 | Тод Вайт             | Ц       | Л     | 2007      | 21 травня 1975    | Каната, Онтаріо, Канада              |
| 13 | В'ячеслав Козлов — А | ЛК      | Л     | 2002      | 3 травня 1972     | Воскресенськ, СРСР                   |
| 16 | Бобі Холік — К       | Ц       | П     | 2005      | 1 січня 1977      | Їхлава, Чехословаччина               |
| 17 | Ілля Ковальчук — А   | ЛК      | П     | 2001      | 15 квітня 1983    | Твер, СРСР                           |
| 19 | Колбі Армстронґ      | ПК      | П     | 2008      | 23 листопада 1982 | Ллойдмайнстер, Саскачеван, Канада    |
| 20 | Стів Руччін (резерв) | Ц       | Л     | 2006      | 4 липня 1971      | Сандер Бей, Онтаріо, Канада          |
| 23 | Джим Слейтер         | Ц/ЛК    | Л     | 2002      | 9 грудня 1982     | Петоскі, Мічиган, США                |
| 27 | Кріс Торбурн         | Ц       | П     | 2007      | 3 червня 1983     | Солт оф Санта Марія, Онтаріо, Канада |
| 29 | Бред Ларсен          | ЛК      | Л     | 2004      | 28 липня 1977     | Некусп, Британська Колумбія, Канада  |
| 36 | Ерік Болтон          | ЛК      | Л     | 2003      | 17 серпня 1976    | Галіфакс, Нова Шотландія, Канада     |

## Статистика
Скорочення: М = матчі, зіграні у регулярному чемпіонаті, В = перемоги, П = поразки, Н = нічиї, ПО = поразки у овертаймах, О = очки, ЗШ = закинуті шайби, ПШ = пропущені шайби, ШЧ = штрафний час (хв.), Рег. чемп. = місце, яке зайняла команда у вказаному дивізіоні по закінченню регулярного чемпіонату, Плей-оф = результат у плей-оф
| Сезон   | М                            | В                            | П                            | Н                            | ПО                           | О                            | ЗШ                           | ПШ                           | ШЧ                           | Рег. чемп.                   | Плей-оф                                                         |
| 1999-00 | 82                           | 14                           | 57                           | 7                            | 4                            | 39                           | 170                          | 313                          | 1422                         | 5, Південно-Східний          | не потрапили                                                    |
| 2000-01 | 82                           | 23                           | 45                           | 12                           | 2                            | 60                           | 211                          | 289                          | 1500                         | 4, Південно-Східний          | не потрапили                                                    |
| 2001-02 | 82                           | 19                           | 47                           | 11                           | 5                            | 54                           | 187                          | 288                          | 1290                         | 5, Південно-Східний          | не потрапили                                                    |
| 2002-03 | 82                           | 31                           | 39                           | 7                            | 5                            | 74                           | 226                          | 284                          | 1253                         | 3, Південно-Східний          | не потрапили                                                    |
| 2003-04 | 82                           | 33                           | 37                           | 8                            | 4                            | 78                           | 214                          | 243                          | 1505                         | 2, Південно-Східний          | не потрапили                                                    |
| 2004-05 | Сезон відмінено через локаут | Сезон відмінено через локаут | Сезон відмінено через локаут | Сезон відмінено через локаут | Сезон відмінено через локаут | Сезон відмінено через локаут | Сезон відмінено через локаут | Сезон відмінено через локаут | Сезон відмінено через локаут | Сезон відмінено через локаут | Сезон відмінено через локаут                                    |
| 2005-06 | 82                           | 41                           | 33                           | —                            | 8                            | 90                           | 281                          | 275                          | 1318                         | 3, Південно-Східний          | не потрапили                                                    |
| 2006-07 | 82                           | 43                           | 28                           | —                            | 11                           | 97                           | 246                          | 245                          | 1071                         | 1, Південно-Східний          | програли в чвертьфіналі конференції, 0:4 («Нью-Йорк Рейнджерс») |

## Лідери

### Капітани
- Келлі Бачбергер, 1999-2000
- Стів Стеіос, 2000-01
- Рей Ферраро, 2001-02
- Шон Мак'Ічерн, 2002-04
- Скот Мелланбі, 2005-07
- Бобі Холік, 2007- зараз

### Тренери
- Курт Фрейзер, 1999-2002
- Боб Хартлі, 2002-07
- Дон Вадделл, 2007-08

## Рекорди

### Індивідуальні досягнення
- Найбільша кількість очок за сезон: Іля Ковальчук — 98 (52+46 у 2005-06)
- Найбільша кількість закинутих шайб у сезоні: Ілля Ковальчук — 52 (2005-06)
- Найбільша кількість результативних передач за сезон: Марк Савар — 69 (2005-06)
- Найбільша кількість штрафних хвилин за сезон: Джефф Оджерс — 226 (2000-01)
- Найбільша кількість очок, які набрав захисник протягом року: Ярослав Модри — 39 (7+31 у 2005-06)
- Найбільша кількість очок, які набрав новий гравець за один сезон: Дені Хітлі — 67 (2001-02)
- Найбільша кількість «сухих» ігор: Карі Лехтонен (2006-07) — 4

## Досягнення та нагороди
Приз Колдера
- Дені Хітлі: 2001-02

Приз Моріса Річарда
- Ілля Ковальчук: 2003-04 (сумісно з Джеромом Ігінлою з «Калгарі Флеймс» та Ріком Нешем з «Колумбус Блю-Джекетс»)